# Érine des Alpes
Erinus alpinus
Espèce
L'érine des Alpes (Erinus alpinus), également appelée Mandeline des Alpes, est une espèce de plante herbacée vivace. Elle appartient à la famille des Scrophulariaceae selon la classification classique, ou à celle des Plantaginaceae selon la classification phylogénétique.

## Répartition
Montagnes du centre et du sud-ouest de l'Europe.

### Habitat
On la trouve parmi les groupements pionniers sur les parois rocheuses calcaires ou dolomitiques des Alpes et du Jura : Potentillion.

## Description
L'érine des Alpes est une plante vivace formant des touffes dans les rochers et les éboulis, calcaires principalement. Les tiges, simples, sont étalées à la base, puis redressées.
Les feuilles basales sont rapprochées en rosette. Les feuilles de la tige sont alternes, de forme lancéolée-spatulée.
Les fleurs sont roses ou purpurines, regroupées en grappes. La corolle à tube grêle comporte 5 lobes échancrés, 4 étamines.
Le calice est velu, avec 5 lobes.

## Photos

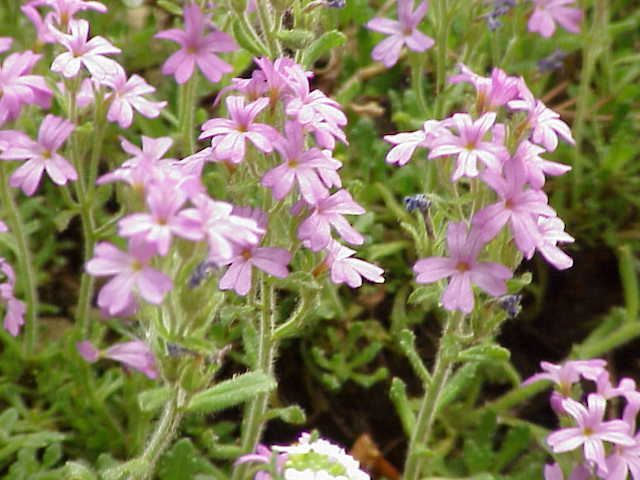
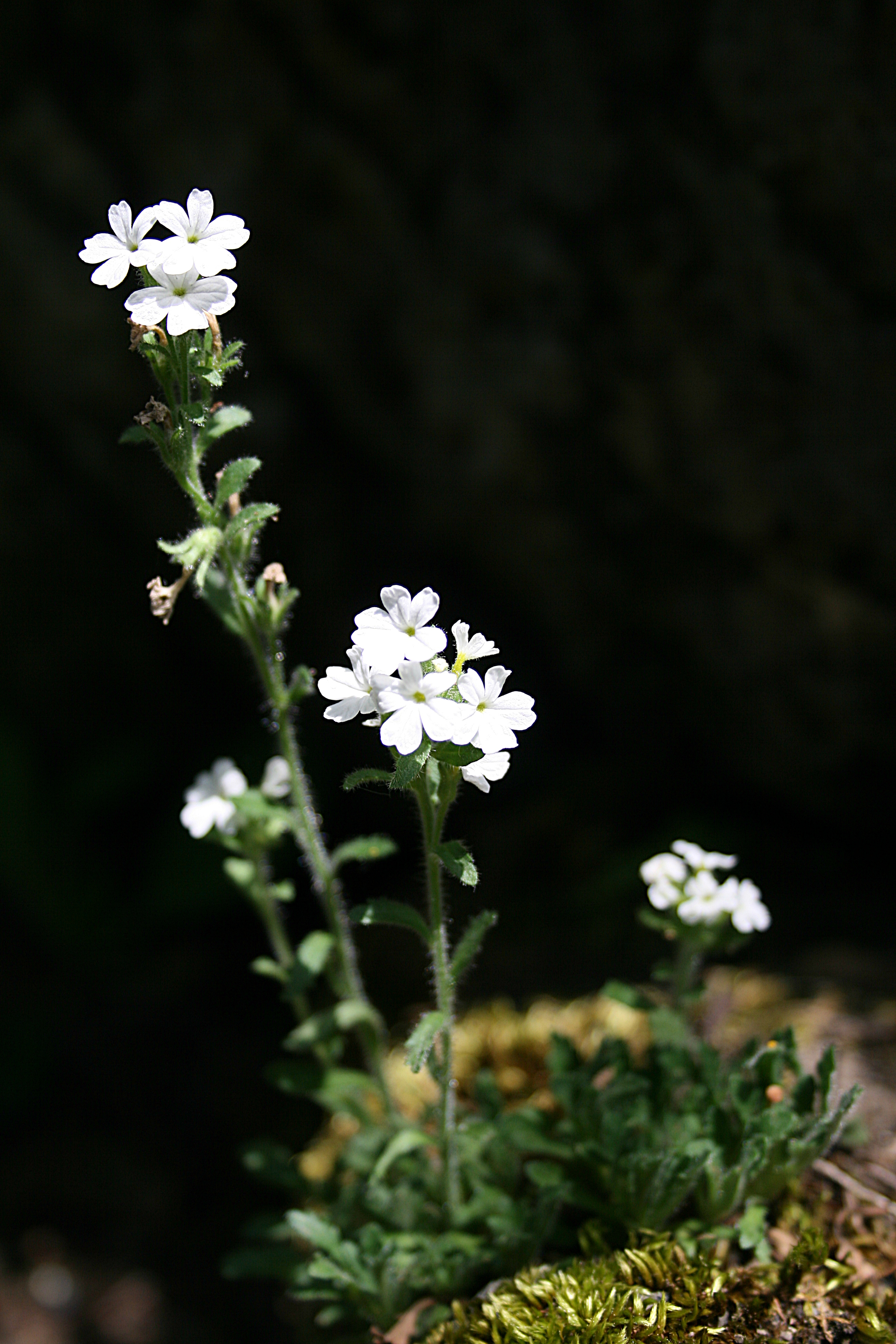
Erinus alpinus 'Albus'
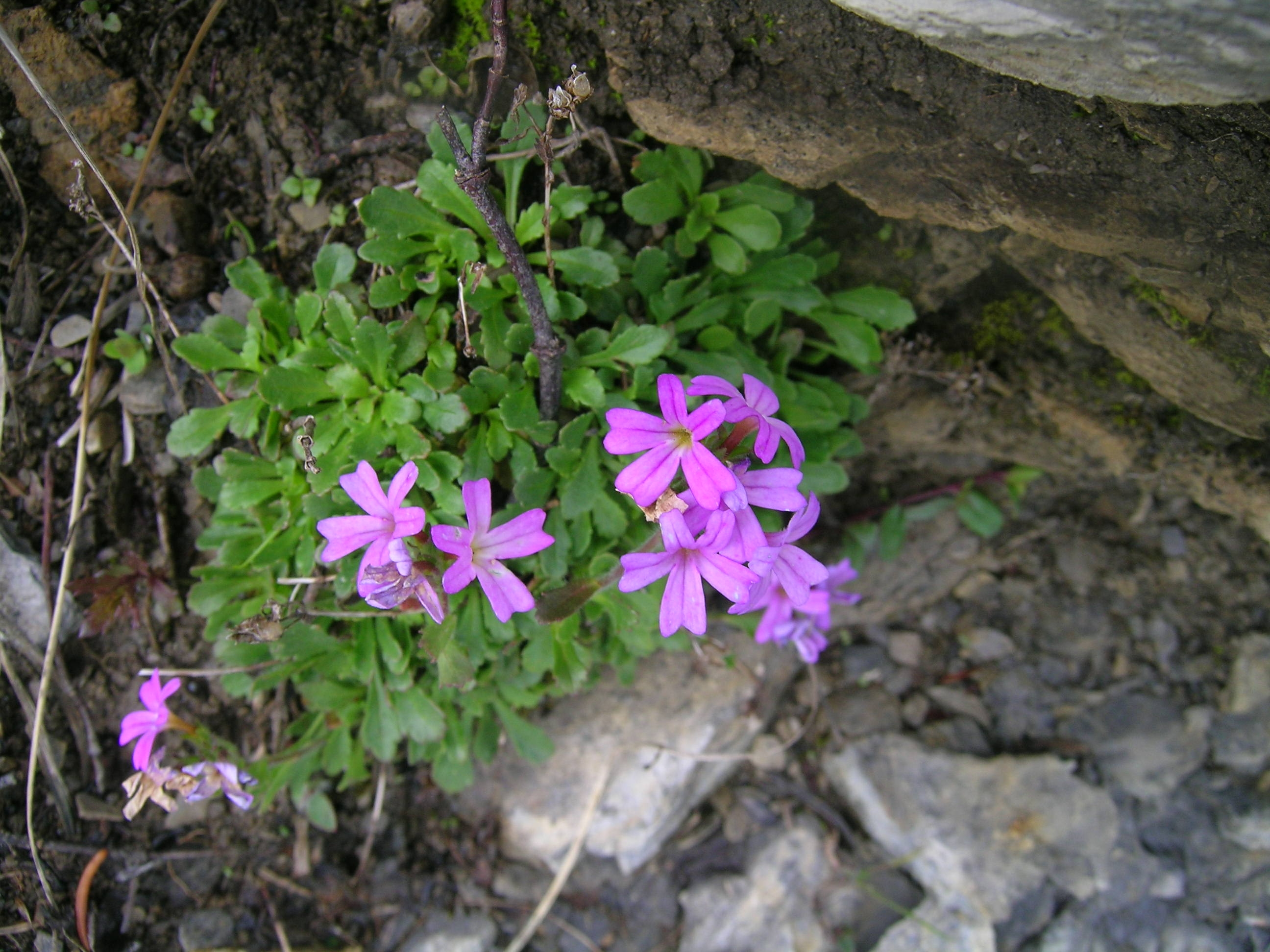
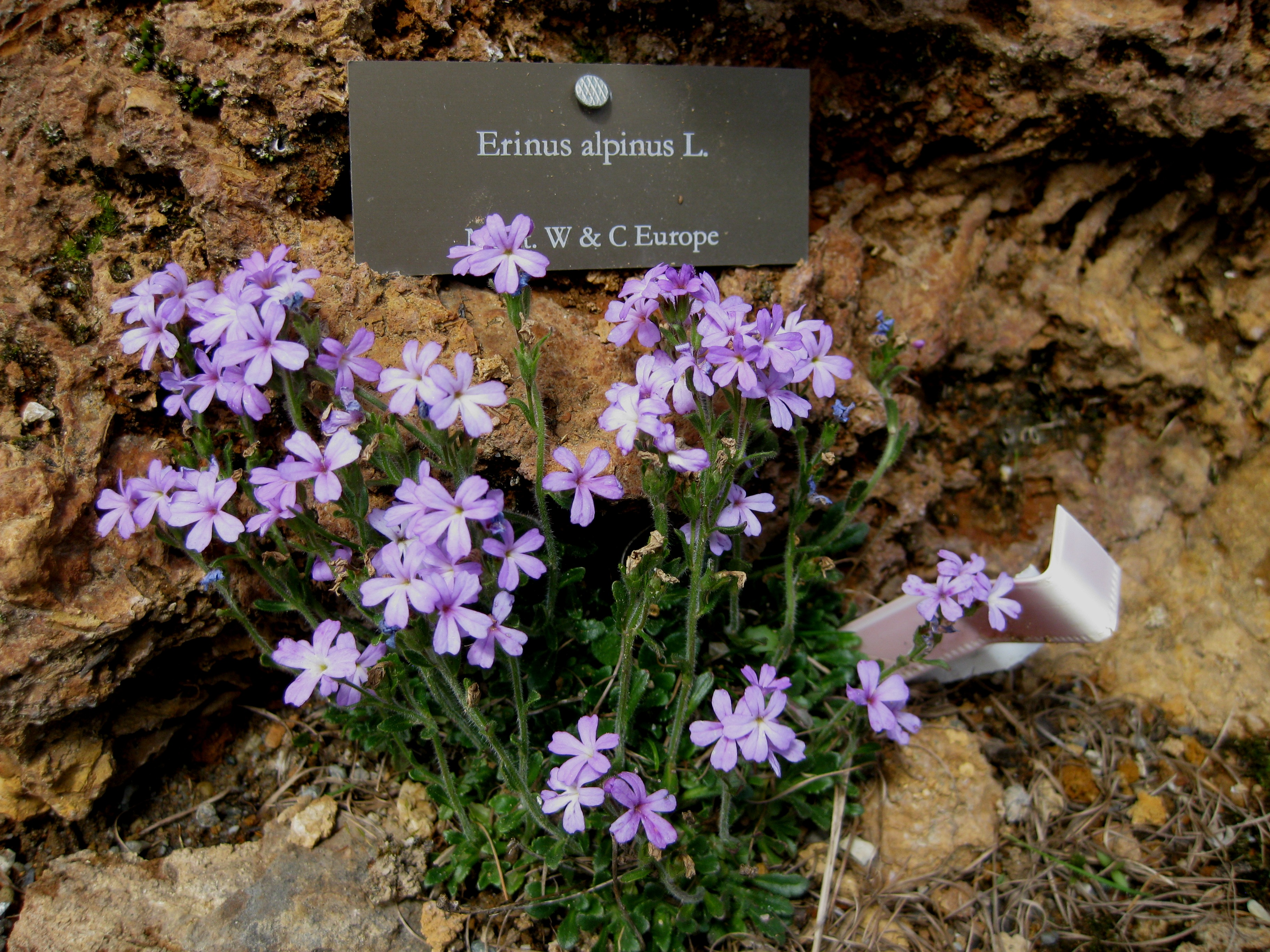
Erinus alpinus.